# Prateik Babbar
Prateik Patil Babbar of Prateik Smita Patil (Bombay, 28 november 1986) is een Indiaas acteur die voornamelijk in Hindi films speelt.

## Biografie
Prateik Babbar is de zoon van acteur Raj Babbar en actrice Smita Patil, en halfbroer van acteur Arya Babbar. Hij maakte zijn debuut in 2008 met Jaane Tu... Ya Jaane Na.
Zijn moeder kwam te overlijden vlak na de geboorte van Prateik en hij groeide op bij zijn opa en oma van zijn moederskant. Zijn band met zijn vader was slecht tijdens zijn jeugd. Prateik raakte verslaafd aan drugs op zijn dertiende, naarmate de tijd verstreek werd het alleen maar erger en na een overdosis besloot hij naar een ontwenningskliniek te gaan. Hij maakte zijn terugkeer in Bollywood met Baaghi 2 (2018). In maart 2025 veranderde hij zijn naam van Prateik Patil Babbar naar Prateik Smita Patil. Babbar gaf aan dat de reden hiervoor was dat zijn vader afwezig was in zijn leven.

## Filmografie

### Films
| Jaar | Film                    | Rol              | Opmerking      |
| ---- | ----------------------- | ---------------- | -------------- |
| 2008 | Jaane Tu... Ya Jaane Na | Amit Mahant      |                |
| 2011 | Dhobi Ghaat             | Munna            |                |
| 2011 | Dum Maro Dum            | Lawrence Gomes   |                |
| 2011 | Aarakshan               | Sushant Seth     |                |
| 2011 | My Friend Pinto         | Michael Pinto    |                |
| 2012 | Ekk Deewana Tha         | Sachin Kulkarni  |                |
| 2013 | Issaq                   | Rahul Mishra     |                |
| 2015 | Umrika                  | Udai             |                |
| 2017 | Aroni Tokhon            |                  | Bengaalse film |
| 2018 | Baaghi 2                | Sunny Salgaonkar |                |
| 2018 | Mulk                    | Shahid Mohammed  |                |
| 2018 | Mitron                  | Vikram           |                |
| 2019 | Chhichhore              | Raggie           |                |
| 2019 | Yaaram                  | Rohit Bajaj      |                |
| 2020 | Darbar                  | Ajay Malhotra    | Tamil film     |
| 2021 | The Power               | Ranjeet          |                |
| 2021 | Mumbai Saga             | Shyam Jadhav     |                |
| 2022 | Bachchhan Paandey       | Virgin           |                |
| 2022 | Cobalt Blue             | naamloze rol     | Netflix film   |
| 2022 | India Lockdown          | Madhav           |                |
| 2024 | Khwaabon Ka Jhamela     | Zubin Readymoney |                |
| 2025 | Dhoom Dhaam             | Arya             | Netflix film   |
| 2025 | Sikandar                | Arjun Pradhan    |                |
| 2025 | HIT: The Third Case     | Alpha            | Telugu film    |

### Televisie
| Jaar      | Programma            | Rol       | Opmerking           |
| --------- | -------------------- | --------- | ------------------- |
| 2012      | MTV Rush             | Shaitan   |                     |
| 2014–2015 | Box Cricket League 1 | deelnemer |                     |
| 2016      | Shockers             | Karan     | Afl. A lover's call |

### Webseries
| Jaar      | Serie                   | Rol            | Platform           |
| --------- | ----------------------- | -------------- | ------------------ |
| 2019      | Skyfire                 | Chandrashekhar | ZEE5               |
| 2019-2020 | Four More Shots Please! | Jeh Wadia      | Amazon Prime Video |
| 2021      | Chakravyuh              | agent Virkar   | MX Player          |
| 2021      | Hiccups and Hookups     | Akhil Rao      | Lionsgate Play     |